# Partisekreterare i Kinas kommunistiska parti
En partisekreterare i Kinas kommunistiska parti (kinesiska:  党委书记?, pinyin: Dǎngwěi shūjì), även känd som partichef, är ett överhuvud för en lokal eller regional avdelning av Kinas kommunistiska parti (KKP). Han är ofta den person som håller den verkliga makten inom sin jurisdiktion. Till exempel har partisekreteraren på provinsnivå en högre rang i partiet än guvernören i samma provins. 
Systemet med partikommittéer går tillbaka till tiden för Folkrepubliken Kinas grundande. Partihierarkin i Kinas kommunistiska parti är organiserad så att varje nivå i den civila statsapparaten har en partikommitté på motsvarade nivå, som har ansvar för politikens allmänna inriktning. Detta har gett upphov till en dubbel maktstruktur i den kinesiska statsapparaten.
- På provinsnivå kallas partisekreteraren för sekreterare i KKP:s provinsiella kommitté (省委书记) och dennes motparti i den civila hierarkin är provinsguvernörerna; det finns idag 32 partisekreterare på provinsnivå.
- På prefektur- eller stadsnivå kallas partisekreterare för sekreterare i KKP:s stadskommitté (市委书记) och motparten i den civila hierarkin är borgmästaren.
- På häradsnivå kallas partisekreteraren för sekreterare i KKP:s häradskommitté (县委书记) och hans lokala motsvarighet är häradshövdingen.
- På socken- eller köpingnivå kallas partisekreteraren för sekreterare i KKP:s sockenkommitté (乡委书记) och hans lokala motsvarighet är magistraten.
- På bynivå är partichefen känd som sekreterare i partiets byavdelning KKP:s småstadskommitté (村支部书记) och han leder en kommitté på cirka tio personer som fattar viktiga beslut som berör byn. Partichefen på denna nivå räknas normalt inte till den reguljära partihierarkin. Den lokala motsvarigheten är magistraten.

I Folkrepubliken Kinas autonoma områden, som Tibet och Xinjiang, har systemet kritiserats för att underminera det lokala självstyret, då partisekreterare i regel är av hankinesiskt ursprung.